# Bärenklauwickler
Der Bärenklauwickler (Pammene aurana) ist ein Schmetterling aus der Familie der Wickler (Tortricidae), der von Westeuropa bis Ostasien vorkommt.

## Merkmale
Der Bärenklauwickler hat eine Spannweite von 9 bis 13 mm. Der Vorderflügel ist dunkel- bis schwarzbraun mit zwei gelb-orangen Flecken, ein mittelgroßer eckiger oder breit sichelförmiger vor dem Flügelaußenrand und ein großer halbrunder in der Mitte am Flügelhinterrand. Die Fransen sind dunkelbraun, direkt am Flügel schwärzlich. Die Hinterflügel sind dunkel, die hell graubraunen Fransen sind am Flügel dunkler. Der Kopf ist braun mit violettem Schimmer. Thorax, Tegula und Abdomen sind braun bis dunkelbraun. Die Fühler sind dunkelbraun.
Bei der Form aurantiana fließen die beiden Flecken zusammen und nur die Flügelbasis, die Costa und der Außenrand sind braun.
Die Raupe ist blass ockerfarben mit dunkelbraunem Kopf. Der Prothorax ist braun mit einer deutlichen helleren Furche in der Mitte.

### Ähnliche Arten
- Phaulernis fulviguttella (Zeller, 1839) ist gleich gefärbt und die Raupe frisst die gleichen Pflanzen. Der Kopf der Falter ist allerdings orange und der Fleck am Apex ist weiter weg von der Spitze und unschärfer umrandet.

## Geographische Verbreitung und Lebensraum
Der Bärenklauwickler kommt in ganz Mitteleuropa lokal vor, ebenso im restlichen Europa, einschließlich der Britischen Inseln. Nach Osten reicht die Verbreitung über Südsibirien, dem Alatau bis zur Region Primorje im Fernen Osten. Angaben über Vorkommen in Nordafrika und Kleinasien fehlen.
Die Falter sind weit verbreitet, wenn auch nicht häufig, selbst wenn die Raupennahrungspflanze häufig ist. Sie kommen in Gärten, Waldlichtungen und an Wald- und Wegrändern vor.

## Lebensweise
Die Eier werden im Juni/Juli an sich entwickelnden Samen von Bärenklau (Wiesen-Bärenklau (Heracleum sphondylium), aber auch Herkulesstaude (Heracleum mantegazziannum)) abgelegt. Ab August sind die Raupen anzutreffen, die zwei oder mehrere Samen zusammenspinnen und in den Samenkapseln leben. Wenn sie im Spätherbst ausgewachsen sind, verlassen sie die Kapseln und spinnen sich in der Erde zum Verpuppen und Überwintern ein. Die Falter schlüpfen im folgenden Jahr im Juni und Juli.
Die Falter fliegen sprunghaft und unberechenbar. Am späten Nachmittag saugen sie an Blüten von Bärenklau. Die Falter werden gelegentlich von Licht angelockt.

## Synonyme
- Pyralis aurana Fabricius, 1775